# Federico Trujillo y Monagas
Federico Trujillo y Monagas (f. 1907) fue un escritor y periodista español.

## Biografía
Nació en las islas Canarias. Periodista y poeta, fue autor de Cantos de un canario (1879), además de uno de los fundadores del Ateneo Hispalense de Sevilla. Fue juez durante diez años en las Filipinas y también se desempeñó como jurisconsulto en La Habana. Fue prisionero del cabecilla Labón durante tres años en el archipiélago filipino, después de lo cual regresó a Cuba y más adelante a Canarias. Estuvo casado con Isabel de Miranda y Pérez Martel, con quien tuvo como hijos a Pedro y Federico Trujillo de Miranda. Falleció hacia septiembre de 1907 en las islas Canarias.